# 楽田村 (愛知県)
楽田村（がくでんむら）は、愛知県丹羽郡にかつてあった村。
現在の犬山市の南部に該当する。村名は、大縣神社の神田「額田（がくでん）」から転じたという説がある。

## 歴史
- 江戸時代 - 尾張藩領と犬山藩領、寺社領（大縣神社領）であった。
- 1878年（明治11年） - 楽田村（旧）、楽田新田、楽田入鹿原新田、二之宮村が合併し、学伝村となる。
- 1889年（明治22年）10月1日 - 楽田村（2代）に改称する。
- 1954年（昭和29年）4月1日 - 犬山町、城東村、羽黒村、池野村と合併し市制施行。犬山市となる。

## 学校
- 楽田村立楽田中学校（1960年（昭和35年）に羽黒中学校、池野中学校と統合。現在の犬山市立南部中学校）
- 楽田村立楽田小学校（現在の犬山市立楽田小学校）

## 交通
- 名鉄小牧線
  - 楽田駅・楽田原駅[2]

## 神社・仏閣
- 大縣神社
- 密厳院
- 永泉寺
- 常福寺
- 泉浄院

## 史跡・観光
- 楽田城址
- 青塚古墳
- 本宮山

## 出身有名人
- 八代六郎（海軍大将・男爵・政治家）
- 松山義根（衆議院議員。八代六郎の兄）
- 坂井政尚（織田信長家臣。出身地は異説あり）
- 保浦栄吉（1954年（昭和29年）合併時の村長）